# Porsche Cayenne
Porsche Cayenne [kaˈjɛn] je pokušaj njemačke marke automobila Porsche da se nametne na zahtjevnom tržištu luksuznih SUV-a. Izrađen na podlozi Audija Q7 i VW Touarega.

## Povijest Porschea Cayenne
Porsche Cayenne se proizvodi od 2003. godine, a prvi facelifting je bio 2007. godine.
- Porsche Cayenne
- Porsche Cayenne (2003.-2007.)
- Pogled s ostraga na Porsche Cayenne (2003.-2007.)
- Pogled s ostraga na Porsche Cayenne (od 2007.)
- Porsche Cayenne S (od 2007.)

- Porsche Cayenne Turbo
- Porsche Cayenne Turbo (2003.-2007.)
- Pogled s ostraga na Porsche Cayenne Turbo (2003.-2007.)
- Porsche Cayenne Turbo (od 2007.)
- Pogled s ostraga na Porsche Cayenne Turbo (od 2007.)

## Motori

### Porsche Cayenne 2003. – 2007.
| Model           | Obujam           | Broj cilindara | Snaga           | 0-100 km/h | Vmax     |
| --------------- | ---------------- | -------------- | --------------- | ---------- | -------- |
| Cayenne         | 3,2 l (3189 cm³) | V6             | 184 kW (250 KS) | 9,1 s      | 214 km/h |
| Cayenne S       | 4,5 l (4511 cm³) | V8             | 250 kW (340 KS) | 6,8 s      | 242 km/h |
| Cayenne Turbo   | 4,5 l (4511 cm³) | V8             | 331 kW (450 KS) | 5,6 s      | 266 km/h |
| Cayenne Turbo S | 4,5 l (4511 cm³) | V8             | 383 kW (521 KS) | 5,2 s      | 270 km/h |

### Porsche Cayenne od 2007.
| Model         | Obujam           | Broj cilinara | Snaga           | 0-100 km/h | Vmax     |
| ------------- | ---------------- | ------------- | --------------- | ---------- | -------- |
| Cayenne       | 3,6 l (3598 cm³) | V6            | 213 kW (290 PS) | 8,1 s      | 227 km/h |
| Cayenne S     | 4,8 l (4806 cm³) | V8            | 283 kW (385 PS) | 6,6 s      | 252 km/h |
| Cayenne GTS   | 4,8 l (4806 cm³) | V8            | 298 kW (405 PS) | 6,1 s      | 253 km/h |
| Cayenne Turbo | 4,8 l (4806 cm³) | V8            | 368 kW (500 PS) | 5,1 s      | 275 km/h |

## Vanjske poveznice
|  | Zajednički poslužitelj ima još gradiva o temi Porsche Cayenne |

- Porsche Hrvatska